# 칙술루브 충돌구

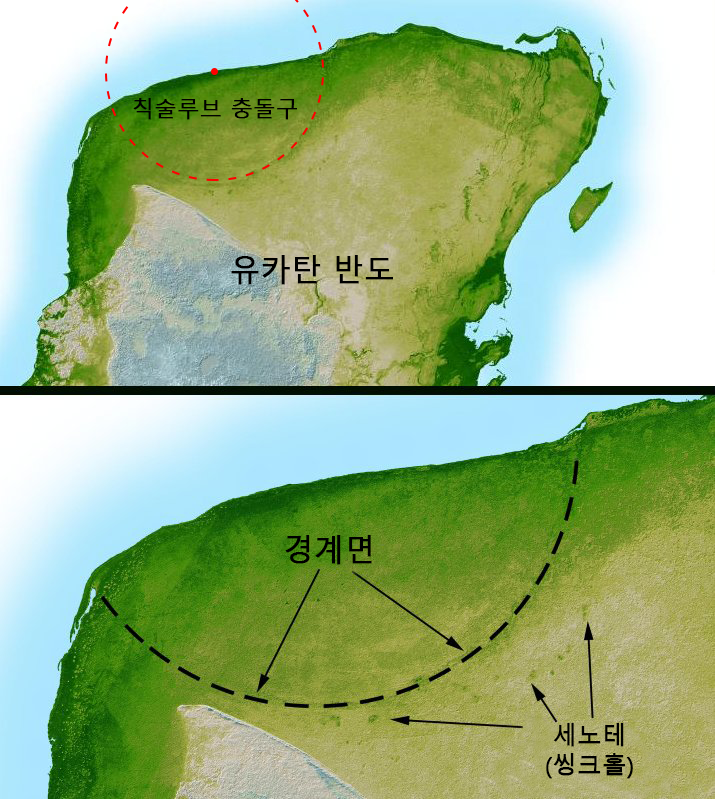
NASA의 칙술루브 충돌구 이미지, 충돌구 주변의 세노테들은 당시 충돌의 영향으로 생겨난 분지들로 추정된다.

칙술루브 충돌구(영어: Chicxulub crater)는 멕시코의 유카탄반도에 위치한 거대한 운석 충돌구이다. 충돌구의 직경은 약 180 km 이고 깊이는 약 20 km이며, 칙술루브 충돌구라는 이름은 충돌구의 중심이 멕시코 유카탄주 칙술루브에 가까워서 붙여진 이름이다.
칙술루브 충돌구는 지름 10 ~ 15 km 정도 크기의 운석이나 혜성의 충돌로 인해 생겨난 것으로 추정되는데, 충돌 시기는 약 6천 6백만년 전으로, 백악기-제3기 경계가 존재하는 시간대이다. 즉 이 충돌로 인한 범지구적 기후 변화들이 공룡을 포함한 당시 생물종의 약 75%를 절멸시킨 백악기-제3기 대멸종을 초래했다는 것이 정설로 받아들여지고 있다
칙술루브 충돌구는 1970년대 말, 유카탄반도에서 석유를 찾던 안토니오 카마르고와 글렌 펜필드라는 지구물리학자들에 의해 발견되었는데, 당시에는 이것이 운석 충돌구라는 지질학적 증거가 부족하여 발견이 미루어 졌다가 1990년에 글렌 펜필드와 알란 힐데브란트가 만나, 이것이 운석 충돌구라는 몇 가지 증거들을 발견하였고 충돌구라는 사실이 공식화되었다.

## 같이 보기
- 백악기-고진기 대량절멸